# クロスティーニ
クロスティーニ(イタリア語: crostini)は、イタリアのパン料理。定番のアンティパストの1つとして知られる。トスカーナ地方の「鶏レバーのペーストのクロスティーニ（crostini di fegatini）」が最も有名である。

## 概要
クロスティーニは「小さいトースト」という意味があり、トーストしたバゲットに野菜やペーストなどをのせて食べる前菜料理である。フィンガーフードであり、指でつまんで食べても良い。
サイズの大きいクロスティーニをクロストーネ（イタリア語: crostone）と呼ぶ。サイズが大きくなっているため、ナイフとフォークを用いて食べる。

## クロスティーニの例
バゲットに乗せる食材には様々なものがあるが、前菜向きの例を以下に挙げる。
- ケッパーのクロスティーニ Crostini di capperi
- トリュフのクロスティーニ Crostini di tartufi
- 鶏レバーのクロスティーニ Crostini di fegatini di pollo
- 鶏レバーとセージのクロスティーニ Crostini di fegatini di pollo con la salvia
- ヤマシギのクロスティーニ Crostini di beccaccia

## ブルスケッタとの違い
クロスティーニと類似するイタリア料理にブルスケッタがあるが、見た目での違いは分かりづらい。イタリア人でも様々な見解があり、以下のような意見がある。
- パンの種類が異なる。
- パンの厚さが異なる。
- 乗せる具材が異なる。

同じ料理でも人によってブルスケッタであったりクロスティーニであったりすることもある。